# Orsonnette
Orsonnette korábbi község (település) Franciaországban, Puy-de-Dôme megyében. 2016. január 1-jén Nonette községgel egyesült és Nonette-Orsonnette új község része lett.
Lakosainak száma 226 fő (2018. január 1.). Orsonnette Auzat-la-Combelle, Beaulieu, Le Breuil-sur-Couze és Lamontgie községekkel határos.

## Népesség
A település népességének változása:
| Lakosok száma | 180  | 164  | 181  | 177  | 171  | 212  | 193  | 197  | 221  | 226  |
|               | 1962 | 1968 | 1975 | 1982 | 1990 | 2008 | 2013 | 2015 | 2017 | 2018 |